# Ґабріель Моно
Ґабріель Моно (фр. Gabriel Monod; 7 березня 1844, Енґувіль — 10 квітня 1912, Версаль) — французький історик і публіцист.
Пропрацювавши деякий час у архівах Флоренції, Моно присвятив себе вивченню історії. З 1880 року був викладачем у паризькій Вищій нормальній школі. Видав твори та праці з історії Меровінгів (1872—1885), Каролінгів (1898) та ін.
З 1872 Габріель Моно був одружений з Ольгою (1850—1953), молодшою дочкою Олександра Герцена.
Моно переклав монографію Вільгельма Юнгганса про Хлодвіга «Geschichte der Frankischen Könige Childerich and Chlodovech» (Геттінген, 1857) і помістив безліч статей в журналі «Revue Historique», одним із засновників якого він був.

## Видання
- «Allemands et Français» (Париж, 1872),
- «Études critiques sur les sources de l'histoire mérovingienne» (1872-85),
- «Jules Michelet» (1875),
- «De la possibilité d'une réforme de l'enseignement supérieur» (1876),
- «Les origines de l'historiographie à Paris» (1878),
- «Bibliographie de l'histoire de France» (1888),
- «Les maîtres de l'histoire. Renan, Taine, Michelet» (1894),
- «Portraits et suvenirs» (1897),
- «Études critiques sur les sources de l'histoire carolingienne» (1898).